# ستاپار، والیوو
ستاپار (صربی: Stapar}} یک منطقهٔ مسکونی در صربستان است که در Kolubara District واقع شده‌است.
 ستاپار  ۲۲۳ نفر جمعیت دارد.